# Adipozno tkivo
U biologiji, adipozno tkivo (masno tkivo, telesna masnoća, salo) je labavo vezivno tkivo koje se sastoji od adipocita. Ono se sastoji od oko 80% masti. Adipozno tkivo je izvedeno iz lipoblasta. Njegova glavna uloga je skladištenje energije u obliku lipida, mada služi i kao termal izolacija tela. Adipozno tkivo je identifikovano 1551.
Mast iz hormonalno inertnog, adipoznog tkiva je jedan od glavnih endokrinih organa. To tkivo proizvodi hormone kao što su leptin, estrogen, rezistin, i citokin TNFα. Adipozno tkivo može da utiče na druge organe tela i može da dovede do bolesti. Gojaznost kod ljudi i većine životinja ne zavisi od telesne težine, nego od količine masnoća. Postoje dva tipa adipoznog tkiva belo adipozno tkivo (WAT) i braon adipozno tkivo (BAT). Formiranje adipoznog tkiva je delom kontrolisano adipoznim genom.

## Dodatne slike
- Poprečni presek kože (uvećan).
- Belo adipozno tkivo
- Elektronski instrument za određivanje telesne masnoće

## Literatura
- Stock, M. J.; Cinti, S. (2003). „Structure and Function of Brown Adipose Tissue”. Encyclopedia of Food Sciences and Nutrition: 29. ISBN 978-0-12-227055-0. doi:10.1016/B0-12-227055-X/00008-0.
- Vernon, R. G.; Flint, D. J. (2003). „Structure and Function of White Adipose Tissue”. Encyclopedia of Food Sciences and Nutrition: 23. ISBN 978-0-12-227055-0. doi:10.1016/B0-12-227055-X/00007-9.